# محمدرضا شیخ‌زمانوف
محمدرضا شیخ‌زمانوف بازیگر برجسته تئاتر و سینمای اتحاد جماهیر شوروی و جمهوری آذربایجان بود.